# Heinz Czechowski
Heinz Czechowski (Dresda, 7 febbraio 1935 – Dresda, 21 ottobre 2009) è stato un poeta e drammaturgo tedesco.

## Biografia
All'età di dieci anni, Czechowski sopravvisse al bombardamento altamente distruttivo della sua città natale di Dresda. Dopo gli studi in topografia e progettazione grafica, studiò presso l'Istituto di letteratura Johannes R. Becher a Lipsia, dove fu fortemente influenzato da Georg Maurer e dalla scuola sassone. Le sue prime poesie apparvero nel 1957 in un numero di Neue Deutsche Literatur. Dal 1961 al 1965, lavorò presso la casa editrice Mitteldeutscher Verlag di Halle, in Sassonia-Anhalt. Tra il 1971 e il 1973, scrisse opere teatrali per la città di Magdeburgo, dopodiché divenne uno scrittore freelance.
Czechowski produsse delle traduzioni gratuite del lavoro di poeti stranieri (ad esempio Anna Akhmatova, Mikhail Lermontov, Marina Cvetaeva e Yiannis Ritsos). Fu membro fondatore della Libera Accademia delle Arti di Lipsia.

## Opere
- Nachmittag eines Liebespaares.  Poema, 1962
- Sieben Rosen hat der Strauch. Mitteldeutscher Verlag, 1964 (antologia)
- Zwischen Wäldern und Flüssen. Mitteldeutscher Verlag, 1965 (antologia)
- Unser der Tag, unser das Wort. Mitteldeutscher Verlag, 1966 (antologia)
- Wasserfahrt. Poema, 1967
- Spruch und Widerspruch. Prosa, 1974
- Schafe und Sterne. Poema, 1975
- Was mich betrifft. Poema, 1981, ISBN 3-935877-05-6
- Von Paris nach Montmartre. 1981, ISBN 3-354-00056-2
- Ich, beispielsweise. Poema, 1982
- An Freund und Feind. Poema, 1983, ISBN 3-446-13850-1
- Herr Neithardt geht durch die Stadt. 1983, ISBN 3-354-00437-1
- Kein näheres Zeichen. Mitteldeutscher Verlag, 1987, ISBN 3-354-00179-8
- Sanft gehen wie Tiere die Berge neben dem Fluß. 1989
- Die überstandene Wende. 1989
- Mein Venedig. Poema e prosa, 1989, ISBN 3-8031-0169-7
- Auf eine im Feuer versunkene Stadt. 1990, ISBN 3-354-00632-3
- Nachtspur. Poema e prosa, 1993, ISBN 3-250-10184-2
- Gedichte und Poeme. 1996
- Mein westfälischer Frieden. Ein Zyklus. Nyland-Stiftung, 1998, ISBN 3-506-76162-5
- Sauerländische Elegie. 1998
- Ich und die Folgen. Rowohlt, 1998, ISBN 3-498-00881-1
- Das offene Geheimnis. 1999, ISBN 3-933749-05-0
- Die Zeit steht still. Poema, Grupello Verlag, 2000,  ISBN 3-933749-31-X
- Wüste Mark Kolmen. Poema, Ammann Verlag, 2000, ISBN 3-250-10318-7
- Seumes Brille. Gedichte aus der Schöppinger Chronik (1999/2000). UN ART IG Verlag, 2000, ISBN 3-9807111-3-7
- Einmischungen. Grupello Verlag, 2000, ISBN 3-933749-46-8
- Seumes Brille.  Grupello Verlag, 2002, ISBN 3-933749-66-2
- Der Garten meines Vaters. Grupello Verlag, 2003, ISBN 3-933749-96-4
- Die Elbe bei Pieschen und andere Ortsbeschreibungen. ISBN 3-928833-21-9
- Unstrutwärts. ISBN 3-910206-12-3
- Von allen Wundern geheilt. Gedichte. onomato Verlag, 2006, ISBN 3-939511-01-3
- Die Pole der Erinnerung. Autobiographie. Grupello Verlag, 2006, ISBN 3-89978-046-9